# ذبابية جندية
ذبابية جندية أو عائلة كايرومايزدي أو الذباب العسكري (الاسم العلمي: Stratiomyidae)، فصيلة حشرات من ذوات الجناحين. تحتوي الفصيلة على أكثر من 2700 نوع ضمن أكثر من 380 جنسًا تنتشر في جميع أنحاء العالم.

## معرض صور

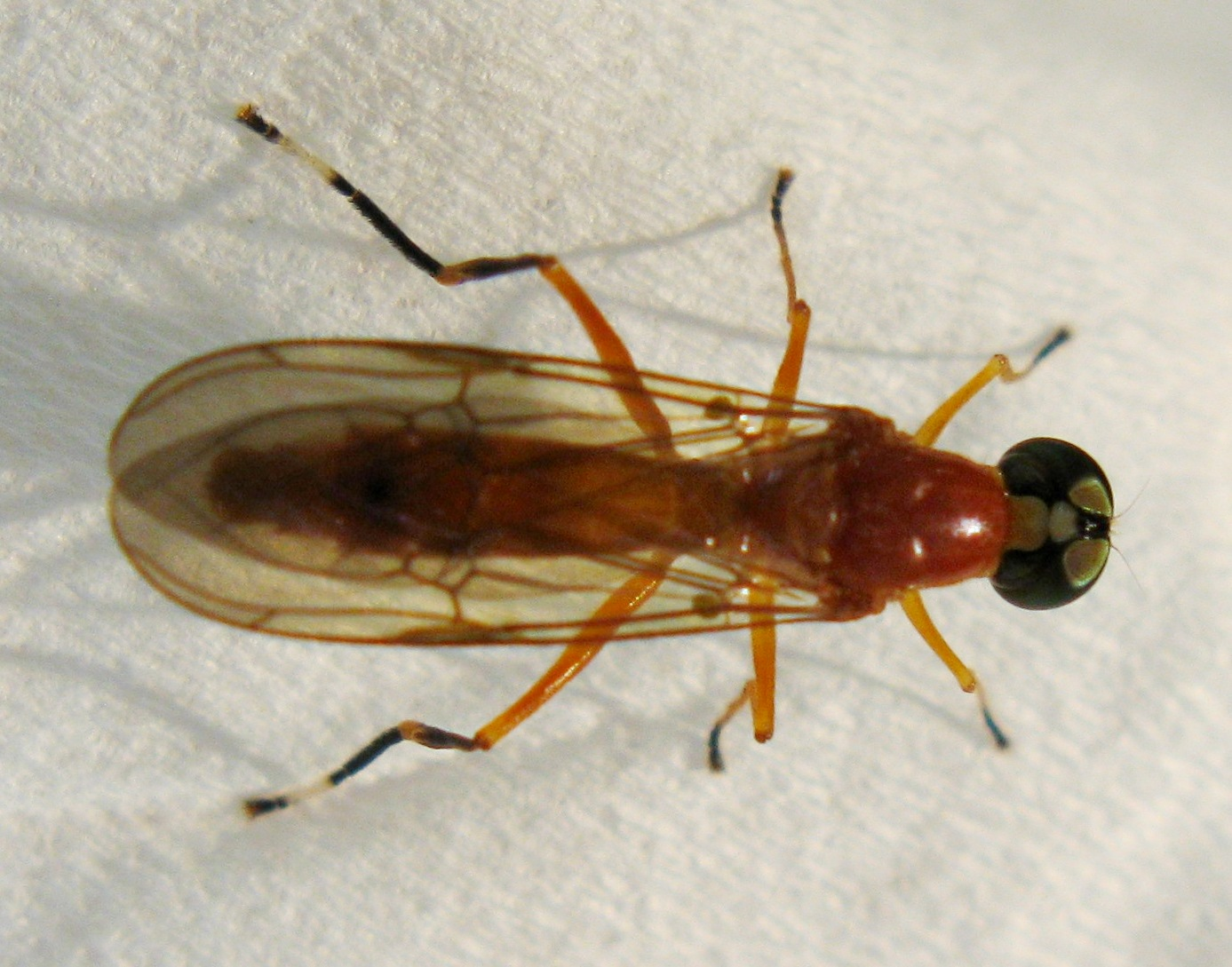
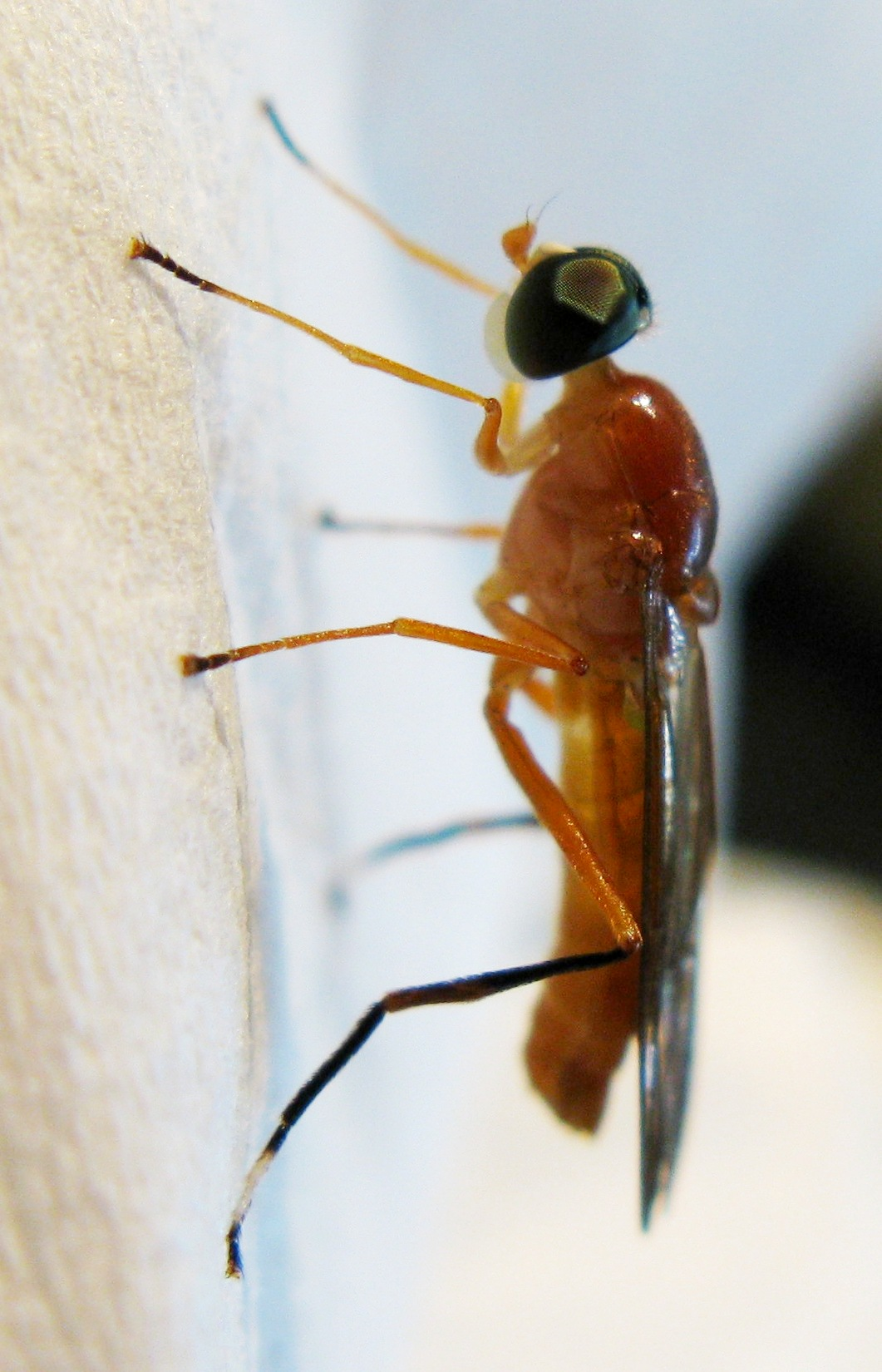